# Command Decision
Command Decision is een Amerikaanse oorlogsfilm uit 1948 onder regie van Sam Wood. Destijds werd de film in Nederland uitgebracht onder de titel De staf beveelt.

## Verhaal
De Amerikaanse brigadegeneraal K.C. Dennis is gelegerd in Groot-Brittannië tijdens de Tweede Wereldoorlog. Hij moet zijn vliegtuigen steeds verder achter de vijandelijke linies sturen om de productie van nieuwe toestellen tegen te gaan. Hij heeft last om zijn oversten te overtuigen en de vluchten ondervinden hinder van het weer.

## Rolverdeling
| Acteur            | Personage                                 |
| ----------------- | ----------------------------------------- |
| Clark Gable       | Brigadegeneraal K.C. Dennis               |
| Walter Pidgeon    | Generaal-majoor Roland Goodlow Kane       |
| Van Johnson       | Sergeant Immanuel T. Evans                |
| Brian Donlevy     | Brigadegeneraal Clifton I. Garnet         |
| Charles Bickford  | Oorlogscorrespondent Elmer Brockhurst     |
| John Hodiak       | Kolonel Edward Rayton Martin              |
| Edward Arnold     | Congreslid Arthur Malcolm                 |
| Marshall Thompson | Kapitein George Washington Bellpepper Lee |
| Richard Quine     | Majoor George Rockton                     |
| Cameron Mitchell  | Luitenant Ansel Goldberg                  |
| Clinton Sundberg  | Majoor Homer V. Prescott                  |
| Ray Collins       | Majoor Desmond Lansing                    |
| Warner Anderson   | Kolonel Earnest Haley                     |
| John McIntire     | Majoor Belding Davis                      |
| Moroni Olsen      | Congreslid Stone                          |